# Article 109 de la Constitution belge
L'article 109 de la Constitution belge fait partie du titre III Des pouvoirs. Il traite de la sanction et du pouvoir de promulgation du Roi.
Il date du 7 février 1831 et était à l'origine — sous l'ancienne numérotation — l'article 69. Il n'a jamais été révisé.

## Texte
« Le Roi sanctionne et promulgue les lois. »